# Johanneisk kristendom

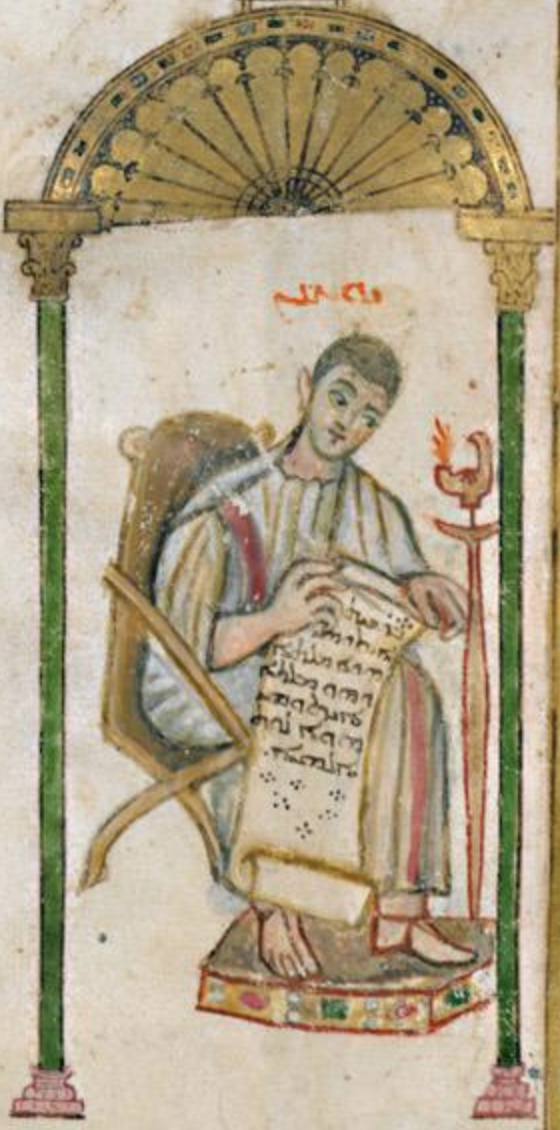
Johannes Evangelisten, Rabbula-evangelierna.

Johanneisk kristendom är en kristendomsform baserad på Johannes evangelium som enligt vissa forskare praktiserades i församlingen i Efesos runt år 100. Enligt traditionen färdigställde aposteln Johannes på församlingens begäran Johannes evangelium i Efesos strax före sin död i slutet av första århundradet.